# Судоремонт
Ремонт корабля (судна) — комплекс работ по восстановлению исправного или работоспособного состояния корабля, судна или их составных частей (оборудования, механизмов, вооружения и т. п.).

## Виды ремонта

### Аварийный ремонт
Аварийный ремонт выполняется для устранения причин и последствий повреждений, вызванных аварией. От объёма и сложности работ зависит то, может ли он выполняться ремонтными мастерскими, ремонтным предприятием или личным составом корабля.

### Гарантийный ремонт
Гарантийный ремонт производится силами и средствами завода-строителя или исполнителя ремонта в течение гарантийного срока для восстановления свойств корабля до значений, установленных в нормативно-технической документации на постройку или ремонт.

### Доковый ремонт
Доковый ремонт выполняется на подводной части корабля в доке или на слипе, при этом производится восстановление средств защиты корпуса от коррозии и обрастания, проводятся необходимые осмотры и освидетельствования, а также устраняются выявленные дефекты подводной части корпуса, движительно-рулевого комплекса, донно-бортовой аппаратуры и других частей подводной части корпуса, ремонт которых на плаву не может быть произведён. Осуществляется силами и средств судостроительных заводов, мастерских с привлечением личного состава корабля.

### Межпоходовый ремонт
Межпоходовый ремонт выполняется между длительными походами для восстановления боеготовности корабля, устранения выявленных в период похода отказов и повреждений, а также для проведения плановых ремонтных работ. Этот вид ремонта, как правило, осуществляют судовые мастерские соединения и личным составом корабля с привлечением судоремонтных заводов и ремонтных предприятий флота для проведения наиболее сложных работ.

### Навигационный ремонт
Навигационный ремонт предусматривает проведение регламентных осмотров и ремонта или замены изношенных или выработавших ресурс агрегатов и блоков. Производится личным составом корабля и мастерскими соединения с привлечением по необходимости судоремонтных предприятий.

### Планово-предупредительный ремонт
Планово-предупредительный ремонт выполняется для предупреждения износа и своевременного обнаружения отказов и повреждений составных частей корабля, проведения профилактических работ, предусмотренных эксплуатационной документацией. Этот вид ремонта осуществляется личным составом с привлечением судоремонтных мастерских для выполнения отдельных работ.

### Средний ремонт
Средний ремонт корабля производится с целью восстановления свойств корабля до заданных значений с заменой и (или) восстановлением вооружения, технических средств и корпусных конструкций. Его производят судоремонтные предприятия с привлечением личного состава корабля для выполнения отдельных работ.

### Текущий ремонт
Целью текущего ремонта является поддержание свойств корабля в заданных пределах с заменой и (или) восстановлением отдельных быстроизнашивающихся технических средств и корпусных конструкций. Ремонт производят судоремонтные предприятия, для выполнения отдельных работ может привлекаться личный состав корабля.